# Роданті (Північна Кароліна)
Роданті (англ. Rodanthe) — переписна місцевість (CDP) в США, в окрузі Дер штату Північна Кароліна. Населення — 213 особи (2020).

## Географія
Роданті розташоване за координатами 35°35′26″ пн. ш. 75°28′0″ зх. д. / 35.59056° пн. ш. 75.46667° зх. д. (35.590417, -75.466638).  За даними Бюро перепису населення США в 2010 році переписна місцевість мала площу 2,85 км², з яких 2,83 км² — суходіл та 0,03 км² — водойми.

### Клімат
| Клімат : Роданті        | Клімат : Роданті | Клімат : Роданті | Клімат : Роданті | Клімат : Роданті | Клімат : Роданті | Клімат : Роданті | Клімат : Роданті | Клімат : Роданті | Клімат : Роданті | Клімат : Роданті | Клімат : Роданті | Клімат : Роданті | Клімат : Роданті |
| Показник                | Січ.             | Лют.             | Бер.             | Квіт.            | Трав.            | Черв.            | Лип.             | Серп.            | Вер.             | Жовт.            | Лист.            | Груд.            | Рік              |
| Середній максимум, °C   | 11,7             | 12,6             | 15,2             | 19,1             | 23,0             | 27,0             | 29,0             | 28,7             | 26,6             | 22,2             | 18,1             | 13,8             | 20,6             |
| Середня температура, °C | 7,8              | 8,6              | 11,3             | 15,4             | 19,6             | 24,1             | 26,2             | 25,9             | 23,8             | 19,2             | 14,6             | 10,1             | 17,3             |
| Середній мінімум, °C    | 3,9              | 4,7              | 7,3              | 11,7             | 16,2             | 21,2             | 23,5             | 23,2             | 21,1             | 16,1             | 11,1             | 6,3              | 13,9             |
| Норма опадів, мм        | 115              | 97               | 103              | 87               | 94               | 107              | 133              | 161              | 151              | 110              | 104              | 99               | 1361             |
| Вологість повітря, %    | 69.8             | 69.4             | 68.1             | 69.7             | 72.9             | 76.2             | 78.7             | 77.0             | 74.4             | 71.0             | 72.0             | 70.3             | 72.5             |
| ----------------------- | ---------------- | ---------------- | ---------------- | ---------------- | ---------------- | ---------------- | ---------------- | ---------------- | ---------------- | ---------------- | ---------------- | ---------------- | ---------------- |
| Джерело: PRISM          |                  |                  |                  |                  |                  |                  |                  |                  |                  |                  |                  |                  |                  |

## Демографія
Згідно з переписом 2010 року, у переписній місцевості мешкала 261 особа в 118 домогосподарствах у складі 73 родин. Густота населення становила 92 особи/км².  Було 580 помешкань (203/км²).
Расовий склад населення:
| - 96,2 % — білих - 0,8 % — вихідців з тихоокеанських островів - 0,8 % — корінних американців - 0,8 % — чорних або афроамериканців - 0,4 % — азіатів |

До двох чи більше рас належало 1,1 %. Частка іспаномовних становила 1,5 % від усіх жителів.
За віковим діапазоном населення розподілялося таким чином: 17,6 % — особи молодші 18 років, 67,1 % — особи у віці 18—64 років, 15,3 % — особи у віці 65 років та старші. Медіана віку мешканця становила 42,5 року. На 100 осіб жіночої статі у переписній місцевості припадало 125,0 чоловіків;  на 100 жінок у віці від 18 років та старших — 117,2 чоловіків також старших 18 років.
За межею бідності перебувало 24,1 % осіб, у тому числі 0,0 % дітей у віці до 18 років та 0,0 % осіб у віці 65 років та старших.
Цивільне працевлаштоване населення становило 78 осіб. Основні галузі зайнятості: мистецтво, розваги та відпочинок — 67,9 %, оптова торгівля — 30,8 %.